# Llusanés
El Llusanés (oficialmente y en catalán, Lluçanès) es una comarcade Cataluña. Fue creada en 2023 tomando municipios de las comarcas de Osona y el Bergadá, en la Cataluña Central. Su capital es Prats de Llusanés. 
La Comisión de Delimitación Territorial de Cataluña ha emitido un informe favorable a las demandas del territorio para que el Llusanés se convierta en una nueva comarca en el mapa catalán. El 3 de mayo de 2023, el Parlamento de Cataluña aprobó la declaración del Llusanés como comarca número 43 de Cataluña, con 80 votos a favor de ERC, JxCat, la CUP y ECP y 49 en contra de PSC-Units, Vox, Ciudadanos y PPC.

## Municipios que forman el Llusanés
- Alpens
- Llusá
- Olost
- Oristá
- Perafita
- Prats de Llusanés
- San Martín del Bas
- Sobremunt

## Características físicas

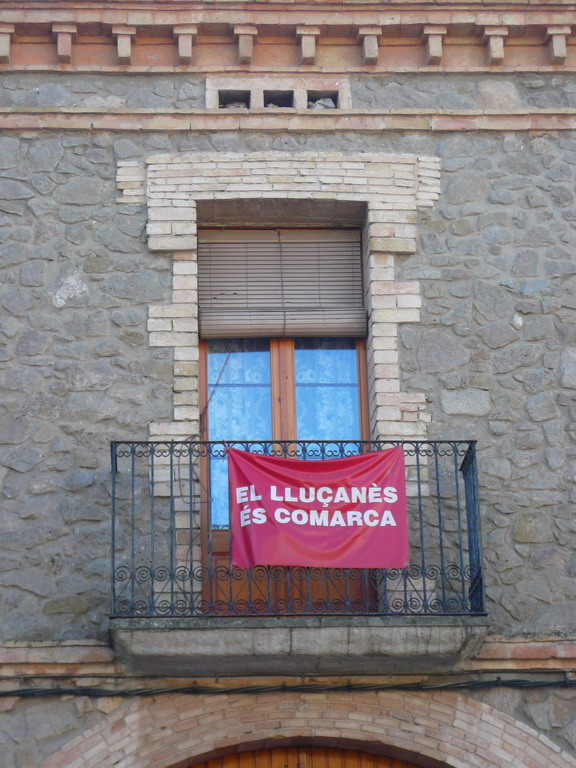
Pancarta reivindicativa en la plaza Mayor de Prats de Llusanés en diciembre de 2007.

- El Llusanés es un altiplano de unos 400 km² situado al noreste de la depresión central catalana inclinado hacia el NNE (900-1000 metros de altitud) a SSW (450-550 m). Por la vertiente de Osona está claramente delimitado por barrancos.
- Las cuencas hidrográficas van a parar a los ríos Ter o Llobregat, hacia este segundo río drenan las rieras de Marlés, Llusanés y Gavarresa.
- El clima es mediterráneo de tendencia continental, modificado por la altitud especialmente en lo referente a las temperaturas veraniegas. La temperatura media es de 12 °C aproximadamente. En las estaciones frías hay unos 50 días de heladas con mínimas absolutas próximas a los 5 °C bajo cero. Las precipitaciones anuales oscilan entre los 600 y 900 litros.